# Meridiano 150 W
O meridiano 150 W é um meridiano que, partindo do Polo Norte, atravessa o Oceano Ártico, América do Norte, Oceano Pacífico, Oceano Antártico, Antártida e chega ao Polo Sul. Forma um círculo máximo com o Meridiano 30 E. Ao nível da Linha do Equador dista 16 698 km do Meridiano de Greenwich
Começando no Polo Norte, o meridiano 150º Oeste tem os seguintes cruzamentos:
| País, território ou mar | Notas                                                                                                   |
| ----------------------- | --- |
| Oceano Ártico           | |
| Mar de Beaufort         | |
| Estados Unidos          | Alasca - passa em Anchorage                                                                             |
| Oceano Pacífico         | Passa a leste de Ilha Caroline, Kiribati · Passa a oeste de Moorea, Polinésia Francesa                  |
| Oceano Antártico        | |
| Antártida               | Marca o limite entre a Dependência de Ross, reclamada pela Nova Zelândia, e território não reivindicado |